# Нативные приложения
Нати́вные приложе́ния (англ. native app(lication)s) — это прикладные программы, которые были разработаны для использования на определённой платформе или на определённом устройстве.
Одно из преимуществ нативных приложений — то, что они оптимизированы под конкретные операционные системы, поэтому они могут работать корректно и быстро. Также они имеют доступ к аппаратной части устройств, то есть могут использовать в своём функционале камеру смартфона, микрофон, акселерометр, геолокацию, адресную книгу, плеер и т. д.
Термин «нативное приложение» часто упоминается в контексте мобильной разработки, поскольку мобильное программное обеспечение традиционно пишется так, чтобы программа могла работать на определённой аппаратной платформе. Нативное приложение устанавливается на мобильном устройстве непосредственно производителем или может быть загружено со сторонних источников (таких как магазины приложений Google Play Market или App Store).